# Dode brievenbus

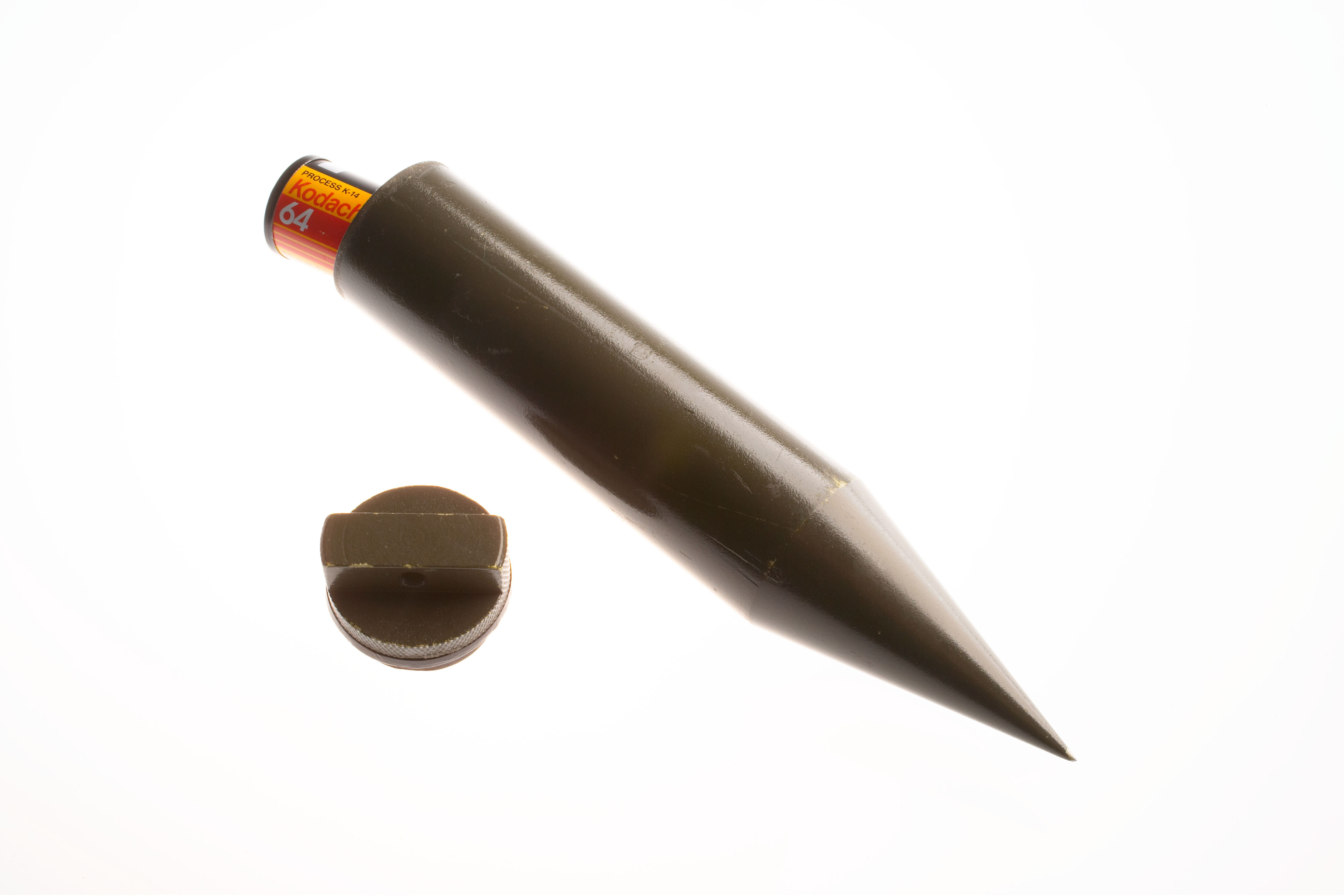
Een dode brievenbus die in de grond kan worden gestoken

Een dode brievenbus (Engels: dead letter box) is een methode van heimelijke gegevensuitwisseling die wordt toegepast bij spionage. Op een vergelijkbare manier wordt ook vaak het losgeld bij een ontvoering overgedragen.
Meestal is de dode brievenbus een verborgen ruimte, zoals een vuilnisbak of een ruimte achter een losse steen, waarin een agent of informant zijn informatie verstopt die later door een inlichtingenofficier, dat wil zeggen een medewerker van een buitenlandse inlichtingendienst, wordt opgehaald. Wanneer de informant of agent iets in de dode brievenbus heeft gedeponeerd, dan wordt dat op een afgesproken manier aangegeven, bijvoorbeeld door een krijtstreep op een paal of brugleuning.
Het voordeel van een dode brievenbus is dat de agent en de inlichtingenofficier elkaar niet hoeven te ontmoeten om de gewenste informatie over te dragen, waardoor de spionage moeilijker te ontdekken valt en de identiteit van de inlichtingenofficier, die vaak onder diplomatieke dekmantel werkzaam is op de ambassade van zijn land, verborgen kan blijven.
Om de identiteit van dergelijke vijandelijke inlichtingenofficieren te achterhalen kan de veiligheidsdienst van het land dat bespioneerd wordt dubbelagenten inzetten. Die geven dan door waar zich een dode brievenbus bevindt, waarna de afdeling voor contraspionage van de veiligheidsdienst die locatie heimelijk observeert om te zien wie de gedeponeerde informatie komt ophalen.
In het Engels wordt een dode brievenbus ook wel een dead drop genoemd en is dan de tegenhanger van een live drop waarbij de agent of informant en de inlichtingenofficier elkaar wel persoonlijk ontmoeten om informatie over te dragen.